# Fußball-Weltmeisterschaft 1934
Die Endrunde der Fußball-Weltmeisterschaft 1934 (ital.: Campionato Mondiale Di Calcio) war die zweite Ausspielung des bedeutendsten Turniers für Fußball-Nationalmannschaften und fand vom 27. Mai bis zum 10. Juni 1934 in Italien und damit erstmals in Europa statt. Das Turnier erhielt einen schalen Beigeschmack, da der italienische Diktator Benito Mussolini die WM propagandistisch als Werbung für den Faschismus nutzte, ähnlich wie später Hitler die Olympischen Sommerspiele 1936, und der Sieg Italiens von Bestechungsvorwürfen überschattet war. Zudem stand das Turnier im Schatten des zeitgleich stattgefundenen Giro d’Italia.
Italien konnte wie Uruguay vier Jahre zuvor den Heimvorteil nutzen und gewann seinen ersten Weltmeistertitel im entscheidenden Spiel gegen die Tschechoslowakei. Erst 32 Jahre später konnte mit England wieder der Gastgeber den Titel gewinnen. Die deutsche Fußballnationalmannschaft wurde Dritter, Österreich Vierter. Die Schweiz erreichte das Viertelfinale.

## Vergabe
Für die Ausrichtung der WM 1934 interessierten sich zunächst Schweden, Spanien und Italien. Bei dem Treffen des Exekutivkomitees der FIFA am 14. Oktober 1932 in Zürich bekam Italien den Zuschlag. Für Italien sprach, dass das Land die WM in acht Städten, und nicht wie Uruguay 1930 in nur einer, austragen wollte. Die Stadien befanden sich teilweise bereits in der Bauphase. Außerdem stellte Staatschef Benito Mussolini die notwendigen Finanzmittel für die Infrastruktur zur Verfügung.

## Spielorte
Die WM wurde in acht Stadien ausgetragen. In Florenz, Neapel, Triest und Turin wurden eigens zur WM neue Stadien erbaut. Die Stadien in Mailand und Rom wurden umgebaut, die in Bologna und Genua wurden zur WM renoviert. Als Folge des Baubooms verlor die Lira massiv an Wert und den Arbeitern wurden die Löhne gekürzt. Name, Kapazität und Zustand der Stadien sind zum Zeitpunkt der Weltmeisterschaft im Juni 1934 angegeben.
| Bologna                             | Florenz                                                 | Genua                            | Mailand                                |
| ----------------------------------- | ------------------------------------------------------- | -------------------------------- | -------------------------------------- |
| Stadio Littoriale                   | Stadio Comunale Giovanni Berta                          | Stadio Comunale Luigi Ferraris   | Stadio Calcistico di San Siro          |
| Kapazität: 50.000 (modernisiert)    | Kapazität: 55.000 (Neubau)                              | Kapazität: 30.000 (modernisiert) | Kapazität: 45.000 (Umbau)              |
| Eröffnung: 29. Mai 1927             | Eröffnung: 13. September 1931                           | Eröffnung: 22. Januar 1911       | Eröffnung: 19. September 1926          |
| Stadio Littoriale                   | Stadio ComunaleGiovanni Berta                           | Stadio ComunaleLuigi Ferraris    | Stadio Calcistico di San Siro          |
| 1 Achtel- und 1 Viertelfinale       | 1 Achtel- und 1 Viertelfinale (plus Wiederholungsspiel) | 1 Achtelfinale                   | 1 Achtel-, 1 Viertel- und 1 Halbfinale |
| Neapel                              | Rom                                                     | Triest                           | Turin                                  |
| Stadio Partenopeo Giorgio Ascarelli | Stadio Nazionale del PNF                                | Stadio Littorio                  | Stadio Municipale Benito Mussolini     |
| Kapazität: 40.000 (Neubau)          | Kapazität: 55.000 (Umbau)                               | Kapazität: 25.000 (Neubau)       | Kapazität: 55.000 (Neubau)             |
| Eröffnung: 27. Mai 1934             | Eröffnung: 25. März 1928                                | Eröffnung: 29. September 1932    | Eröffnung: 14. Mai 1933                |
| Stadio ComunaleGiorgio Ascarelli    | Stadio Nazionale del PNF                                | Stadio Littorio                  | Stadio MunicipaleBenito Mussolini      |
| 1 Achtelfinale und Spiel um Platz 3 | 1 Achtel-, 1 Halbfinale und Finale                      | 1 Achtelfinale                   | 1 Achtel- und 1 Viertelfinale          |

## Qualifikation
32 Nationalmannschaften aus Europa (21), Afrika/Asien (3), Nord- (4) und Südamerika (4) nahmen an der Qualifikation teil. Darunter war auch die Auswahl des Gastgebers Italien, der sich gegen Griechenland durchsetzen musste. Die deutsche Fußballnationalmannschaft gewann gegen Luxemburg mit 9:1 und qualifizierte sich als Gruppenerster in der Gruppe 8 gemeinsam mit Frankreich. Die österreichische Mannschaft qualifizierte sich in einer Gruppe mit Ungarn und Bulgarien als Zweiter und die Schweiz gewann ihre Gruppe gegen Rumänien und Jugoslawien.
Uruguay nahm als Revanche für das geringe europäische Interesse an der WM 1930 nicht teil. Auch England boykottierte die WM, da sie erneut nicht im „Mutterland des Fußballs“ ausgetragen wurde. Für Ägypten, Deutschland, Italien, die Niederlande, Österreich, Schweden, die Schweiz, Spanien, die Tschechoslowakei und Ungarn war es die erste Teilnahme an einer Fußball-Weltmeisterschaft.

### Teilnehmer

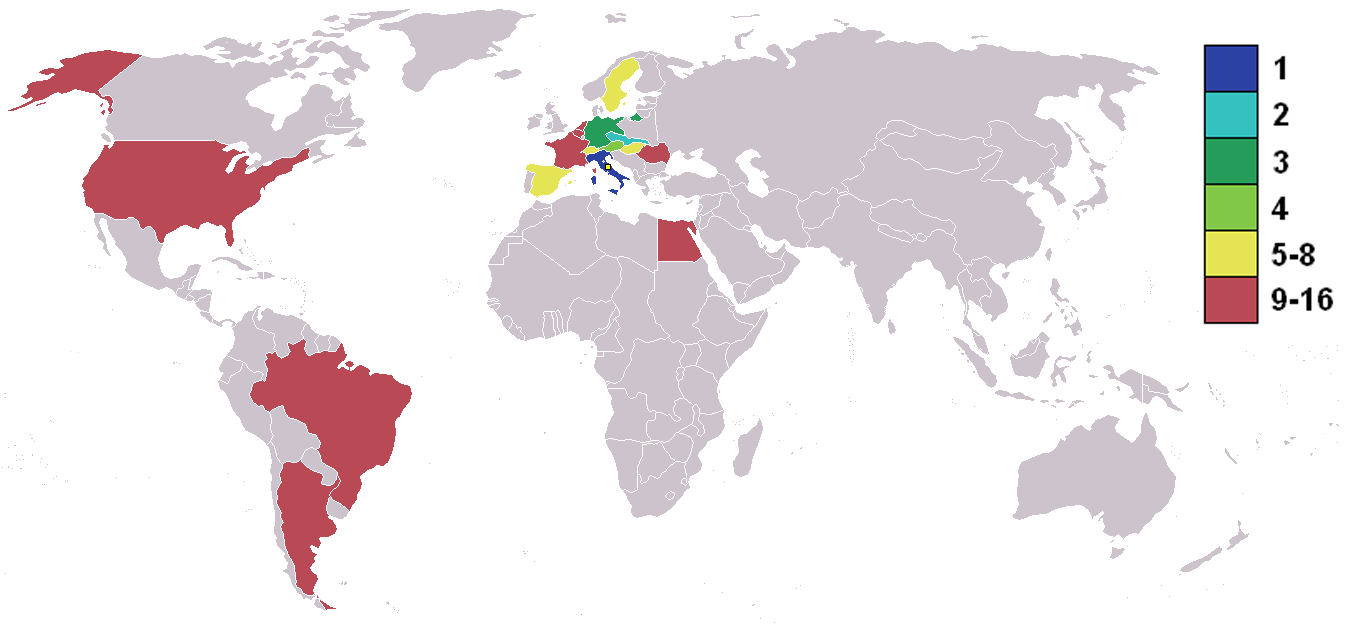
Weltkarte der Teilnehmer

| 12 aus Europa                              | Belgien     | Deutschland | Frankreich       | Italien  |
| 12 aus Europa                              | Niederlande | Österreich  | Rumänien         | Schweden |
| 12 aus Europa                              | Schweiz     | Spanien     | Tschechoslowakei | Ungarn   |
| 2 aus Südamerika                           | Argentinien | Brasilien   |                  |          |
| 1 aus Nord-, Mittelamerika und der Karibik | USA         | USA         | USA              | USA      |
| 1 aus Afrika und Asien                     | Ägypten     | Ägypten     | Ägypten          | Ägypten  |

## Modus
Das ganze Turnier wurde im K.-o.-Modus ausgespielt. Dabei gab es für das Achtelfinale acht gesetzte Mannschaften, die schätzungsweise die stärksten Teams der WM darstellten. Dies waren im Einzelnen: Argentinien, Brasilien, Deutschland, Italien, die Niederlande, Österreich, die Tschechoslowakei und Ungarn. Diesen acht Teams wurde jeweils eine Mannschaft zugelost. In den folgenden Runden spielte dann jeweils der Sieger aus Spiel 1 gegen den Sieger aus Spiel 2 usw.
Im Falle eines Unentschiedens nach der regulären Spielzeit folgte eine zweimal 15-minütige Verlängerung. Stand nach dieser immer noch kein Sieger fest, gab es einen Tag später ein Wiederholungsspiel.
| Gesetzte Teams | Gesetzte Teams   | Ungesetzte Teams | Ungesetzte Teams |
| -------------- | ---------------- | ---------------- | ---------------- |
| Argentinien    | Niederlande      | Ägypten          | Schweden         |
| Brasilien      | Österreich       | Belgien          | Schweiz          |
| Deutschland    | Tschechoslowakei | Frankreich       | Spanien          |
| Italien        | Ungarn           | Rumänien         | USA              |

Für Informationen zu den einzelnen Kadern der Mannschaften auf den jeweiligen Link klicken.

## Finalrunde

### Spielplan
|  | Achtelfinale     | Achtelfinale     |                  |             | Viertelfinale    | Viertelfinale |  |  | Halbfinale | Halbfinale |  |  | Finale | Finale |
|  |                  |                  |                  |             |                  |               |  |  |            |            |  |  |        |        |
|  |                  |                  |                  |             |                  |               |  |  |            |            |  |  |        |        |
|  | Österreich       | 131              |                  |             |                  |               |  |  |            |            |  |  |        |        |
|  | Österreich       | 131              |                  |             |                  |               |  |  |            |            |  |  |        |        |
|  | Frankreich       | 2                |                  |             |                  |               |  |  |            |            |  |  |        |        |
|  | Frankreich       | 2                | Österreich       | 2           |                  |               |  |  |            |            |  |  |        |        |
|  |                  |                  | Österreich       | 2           |                  |               |  |  |            |            |  |  |        |        |
|  |                  | Ungarn           | 1                |             |                  |               |  |  |            |            |  |  |        |        |
|  | Ungarn           | Ungarn           | 1                | 4           |                  |               |  |  |            |            |  |  |        |        |
|  | Ungarn           |                  |                  | 4           |                  |               |  |  |            |            |  |  |        |        |
|  | Ägypten          | 2                |                  |             |                  |               |  |  |            |            |  |  |        |        |
|  | Ägypten          | 2                | Österreich       | 0           |                  |               |  |  |            |            |  |  |        |        |
|  |                  |                  | Österreich       | 0           |                  |               |  |  |            |            |  |  |        |        |
|  |                  | Italien          | 1                |             |                  |               |  |  |            |            |  |  |        |        |
|  | Italien          | Italien          | 1                | 7           |                  |               |  |  |            |            |  |  |        |        |
|  | Italien          |                  |                  | 7           |                  |               |  |  |            |            |  |  |        |        |
|  | USA              | 1                |                  |             |                  |               |  |  |            |            |  |  |        |        |
|  | USA              | 1                | Italien          | 2(1) 12     |                  |               |  |  |            |            |  |  |        |        |
|  |                  |                  | Italien          | 2(1) 12     |                  |               |  |  |            |            |  |  |        |        |
|  |                  | Spanien          | (1) 0            |             |                  |               |  |  |            |            |  |  |        |        |
|  | Spanien          | Spanien          | (1) 0            | 3           |                  |               |  |  |            |            |  |  |        |        |
|  | Spanien          |                  |                  | 3           |                  |               |  |  |            |            |  |  |        |        |
|  | Brasilien        | 1                |                  |             |                  |               |  |  |            |            |  |  |        |        |
|  | Brasilien        | 1                | Italien          | 321         |                  |               |  |  |            |            |  |  |        |        |
|  |                  |                  | Italien          | 321         |                  |               |  |  |            |            |  |  |        |        |
|  |                  | Tschechoslowakei | 1                |             |                  |               |  |  |            |            |  |  |        |        |
|  | Deutschland      | Tschechoslowakei | 1                | 5           |                  |               |  |  |            |            |  |  |        |        |
|  | Deutschland      |                  |                  | 5           |                  |               |  |  |            |            |  |  |        |        |
|  | Belgien          | 2                |                  |             |                  |               |  |  |            |            |  |  |        |        |
|  | Belgien          | 2                | Deutschland      | 2           |                  |               |  |  |            |            |  |  |        |        |
|  |                  |                  | Deutschland      | 2           |                  |               |  |  |            |            |  |  |        |        |
|  |                  | Schweden         | 1                |             |                  |               |  |  |            |            |  |  |        |        |
|  | Schweden         | Schweden         | 1                | 3           |                  |               |  |  |            |            |  |  |        |        |
|  | Schweden         |                  |                  | 3           |                  |               |  |  |            |            |  |  |        |        |
|  | Argentinien      | 2                |                  |             |                  |               |  |  |            |            |  |  |        |        |
|  | Argentinien      | 2                | Deutschland      | 1           |                  |               |  |  |            |            |  |  |        |        |
|  |                  |                  | Deutschland      | 1           |                  |               |  |  |            |            |  |  |        |        |
|  |                  | Tschechoslowakei | 3                |             |                  |               |  |  |            |            |  |  |        |        |
|  | Tschechoslowakei | Tschechoslowakei | 3                | 2           |                  |               |  |  |            |            |  |  |        |        |
|  | Tschechoslowakei |                  |                  | 2           |                  |               |  |  |            |            |  |  |        |        |
|  | Rumänien         | 1                |                  |             |                  |               |  |  |            |            |  |  |        |        |
|  | Rumänien         | 1                | Tschechoslowakei | 3           |                  |               |  |  |            |            |  |  |        |        |
|  |                  |                  | Tschechoslowakei | 3           | Spiel um Platz 3 |               |  |  |            |            |  |  |        |        |
|  |                  | Schweiz          | 2                |             |                  |               |  |  |            |            |  |  |        |        |
|  | Schweiz          | Schweiz          | 2                | 3           | Österreich       | 2             |  |  |            |            |  |  |        |        |
|  | Schweiz          |                  |                  | 3           | Österreich       | 2             |  |  |            |            |  |  |        |        |
|  | Niederlande      | 2                |                  | Deutschland | 3                |               |  |  |            |            |  |  |        |        |

1 Sieg nach Verlängerung
2 Sieg im Wiederholungsspiel

### Achtelfinale
|                                           |   |             |                      |
| So., 27. Mai 1934 um 16:30 Uhr in Rom     |   |             |                      |
| Italien                                   | – | USA         | 7:1 (3:0)            |
| So., 27. Mai 1934 um 16:30 Uhr in Triest  |   |             |                      |
| Tschechoslowakei                          | – | Rumänien    | 2:1 (0:1)            |
| So., 27. Mai 1934 um 16:30 Uhr in Florenz |   |             |                      |
| Deutschland                               | – | Belgien     | 5:2 (1:2)            |
| So., 27. Mai 1934 um 16:30 Uhr in Turin   |   |             |                      |
| Österreich                                | – | Frankreich  | 3:2 n. V. (1:1, 1:1) |
| So., 27. Mai 1934 um 16:30 Uhr in Genua   |   |             |                      |
| Spanien                                   | – | Brasilien   | 3:1 (3:0)            |
| So., 27. Mai 1934 um 16:30 Uhr in Mailand |   |             |                      |
| Schweiz                                   | – | Niederlande | 3:2 (2:1)            |
| So., 27. Mai 1934 um 16:30 Uhr in Bologna |   |             |                      |
| Schweden                                  | – | Argentinien | 3:2 (1:1)            |
| So., 27. Mai 1934 um 16:30 Uhr in Neapel  |   |             |                      |
| Ungarn                                    | – | Ägypten     | 4:2 (2:1)            |

Italien hatte recht wenig Mühe gegen die USA, den Vertreter Nordamerikas. Zwischen beiden Teams bestand ein deutlicher Klassenunterschied, der sich auch im Endergebnis ausdrückte.
Die Tschechoslowakei musste gegen die vom Österreicher Josef Uridil trainierten Rumänen antreten, die in der Qualifikation den Halbfinalisten der WM 1930 (Jugoslawien) besiegten. In der ersten Hälfte hatte die Tschechoslowakei, die als Mitfavorit auf den Titel in das Turnier ging, große Probleme gegen die Rumänen und lag auch mit 0:1 zurück. In der zweiten Halbzeit konnten die Tschechoslowaken das Spiel allerdings noch drehen und kamen somit eine Runde weiter.
Deutschland musste gegen den Nachbarn aus Belgien spielen. Lange Zeit war es ein offenes Spiel und die Belgier führten zur Halbzeit mit 2:1, nachdem Stanislaus Kobierski die deutsche Mannschaft in Führung gebracht hatte. Nach der Pause drehten die Deutschen allerdings auf und konnten das 1:2 in ein 5:2 verwandeln. Edmund Conen erzielte dabei einen lupenreinen Hattrick und sorgte somit für ein deutliches Endergebnis zu Gunsten der Deutschen.
Die Österreicher bekamen es in der ersten Runde mit Frankreich zu tun. Das Wunderteam galt als Favorit. Nach der regulären Spielzeit hieß es allerdings nur 1:1. In der Verlängerung hatten die Österreicher die größeren Kraftreserven und führten nach 110 Minuten mit 3:1. Der Anschlusstreffer der Franzosen in der 117. Minute änderte nichts mehr am Ausgang des Spiels.
Die Spanier mussten gegen das einzige ernstzunehmende Team aus Südamerika, Brasilien antreten. Die Brasilianer dominierten die Spanier zwar spielerisch und waren technisch weitaus überlegen, die Spanier konzentrierten sich allerdings auf das wichtigste im Fußball – das Toreschießen. Bereits nach einer halben Stunde führten die Spanier mit 3:0. Nach dem Seitenwechsel kamen die Spanier nicht mehr ins Spiel und den Brasilianern gelang der 1:3-Treffer. Als allerdings der spanische Weltklassetorhüter Ricardo Zamora einen Foulelfmeter parieren konnte, war bei den Brasilianern der Spielfluss dahin und die Spanier konnten die Führung verteidigen.
Die Schweiz bekam es in Runde 1 mit den Niederlanden zu tun. In einem äußerst ausgeglichenen Spiel behielten die Schweizer am Ende die Oberhand. Spieler des Tages war der Schweizer Leopold Kielholz, dem zwei Treffer gelangen.
Schweden hatte mit Argentinien den zweiten südamerikanischen Vertreter als Gegner zugelost bekommen. Die Argentinier reisten lediglich mit einer Amateurmannschaft an, die keinesfalls die Klasse der Mannschaft von der WM 1930 hatte, als Argentinien Vize-Weltmeister wurde. Dennoch taten die Schweden sich äußerst schwer und mussten zweimal einen Rückstand aufholen, bevor sie kurz vor Ende doch noch das Siegtor zum 3:2 erzielen konnten.
Ungarn musste gegen Ägypten antreten, welche als schwächstes Team des Turniers eingeschätzt wurden. Die meisten wurden in dieser Einschätzung bestärkt, als die Magyaren schnell mit 2:0 in Führung gingen. Doch der Außenseiter kämpfte sich zurück ins Spiel und konnte noch vor der Pause den 2:1-Anschlusstreffer erzielen. In der 2. Hälfte dominierten allerdings die Ungarn ihren Gegner nach Belieben und schafften so am Ende einen letztlich ungefährdeten 4:2-Sieg.

### Viertelfinale
|                                           |   |          |                      |
| Do., 31. Mai 1934 um 16:30 Uhr in Mailand |   |          |                      |
| Deutschland                               | – | Schweden | 2:1 (0:0)            |
| Do., 31. Mai 1934 um 16:30 Uhr in Turin   |   |          |                      |
| Tschechoslowakei                          | – | Schweiz  | 3:2 (1:1)            |
| Do., 31. Mai 1934 um 16:30 Uhr in Bologna |   |          |                      |
| Österreich                                | – | Ungarn   | 2:1 (1:0)            |
| Do., 31. Mai 1934 um 16:30 Uhr in Florenz |   |          |                      |
| Italien                                   | – | Spanien  | 1:1 n. V. (1:1, 1:1) |

Die Tschechoslowakei setzte sich gegen die Schweiz dank ihres sehr gut haltenden Torhüters František Plánička mit 3:2 durch. Die Schweiz konnte lange Zeit das Spiel gegen den Favoriten offen halten. Kurz vor Schluss erzielte der tschechoslowakische Topstürmer Oldřich Nejedlý jedoch den entscheidenden Treffer.
Die Deutschen bekamen es in der Runde der letzten Acht mit Schweden zu tun. Zwei Treffer von Karl Hohmann entschieden das Spiel zu Gunsten der Deutschen. Wie schon im Spiel gegen Belgien war die deutsche Mannschaft auch hier in der zweiten Halbzeit deutlich stärker als in der ersten. Schweden war kaum gefährlich und konnte den deutschen Sieg nie wirklich gefährden.
In der Partie Österreich gegen Ungarn trafen erstmals zwei Titelaspiranten bei der WM 1934 aufeinander. Österreich setzte sich dabei knapp mit 2:1 durch. Insbesondere die zweite Hälfte wurde mit extrem viel Härte geführt, so dass gegen den Ungarn Markos der einzige Platzverweis der WM ausgesprochen wurde.
Das Spiel Italien gegen Spanien erhielt besondere Dramatik. Nachdem es nach 90 Minuten 1:1 gestanden hatte, wurde die Verlängerung fällig. Dabei zeichnete sich erneut der spanische Torhüter Zamora besonders aus. Zudem gab es einen Pfostenschuss des Spaniers Lángara (113.) und einen Lattentreffer des Italieners Giuseppe Meazza in der 119. Spielminute. Da das Elfmeterschießen erst 1982 eingeführt wurde, gab es ein Wiederholungsspiel.
Wiederholungsspiel:
|                                           |   |         |           |
| Fr., 1. Juni 1934 um 16:30 Uhr in Florenz |   |         |           |
| Italien                                   | – | Spanien | 1:0 (1:0) |

Nur einen Tag später gab es an selber Stätte das Wiederholungsspiel zwischen Italien und Spanien. Dabei kam es zu einem Skandalspiel. Durch die Strapazen des vorangegangenen Spiels setzten die Italiener vier, die Spanier sieben neue Spieler ein, unter den ausgetauschten war auch der spanische Torhüter Zamora. Beim 1:0 für die Italiener wurde der spanische Ersatztorhüter gleich von mehreren Italienern klar behindert, während sich Meazza gar bei ihm aufstützte, um so zum Kopfball zu kommen. Trotz großer Proteste der Spanier wurde der Treffer gegeben. In der Folgezeit fielen die Italiener durch unfaire Aktionen auf, die vom Schiedsrichter in den seltensten Fällen geahndet wurden. Die Spanier hatten gegen Ende der Partie drei verletzte Spieler – Auswechslungen waren nicht gestattet. Im Verlauf der Partie wurden den Spaniern zwei Elfmeter verweigert, in der zweiten Halbzeit gar zwei reguläre Tore.

### Halbfinale
|                                           |   |             |           |
| So., 3. Juni 1934 um 16:30 Uhr in Mailand |   |             |           |
| Italien                                   | – | Österreich  | 1:0 (1:0) |
| So., 3. Juni 1934 um 16:30 Uhr in Rom     |   |             |           |
| Tschechoslowakei                          | – | Deutschland | 3:1 (1:0) |

Die Tschechoslowakei konnte ihrer Favoritenstellung gegenüber Deutschland gerecht werden und die erste Halbfinalpartie mit 3:1 gewinnen. Bei den Deutschen fehlte Hohmann, der im Viertelfinale die beiden Treffer für die Deutschen erzielte, verletzungsbedingt, zudem erlebte Schlussmann Willibald Kress einen schwachen Tag. In der damaligen Tagespresse wurden die Tschechoslowaken als „in jeder Phase überlegen“ (Reichspost) charakterisiert. Matchwinner war Oldřich Nejedlý, der alle 3 Tore für die Tschechoslowakei erzielte.
Die Italiener schafften es trotz der Zusatzbelastung durch das Wiederholungsspiel, sich gegen Österreich durchzusetzen. Auch entschied letztendlich wiederum eine zweifelhafte Schiedsrichterleistung des Schweden Ivan Eklind, der tags zuvor noch von Benito Mussolini als persönlicher Ehrengast geladen war, über das Weiterkommen der Gastgeber. Das einzige Tor des Spiels fiel in der 18. Minute, als mehrere Italiener den österreichischen Tormann Peter Platzer mit dem Ball in den Händen über die Torlinie stießen. Ivan Eklind griff sogar selbst aktiv ins Spielgeschehen ein, indem er eine Flanke auf den freistehenden österreichischen Stürmer Karl Zischek wegköpfte.

### Spiel um Platz 3
|                                          |   |            |           |
| Do., 7. Juni 1934 um 18:00 Uhr in Neapel |   |            |           |
| Deutschland                              | – | Österreich | 3:2 (3:1) |

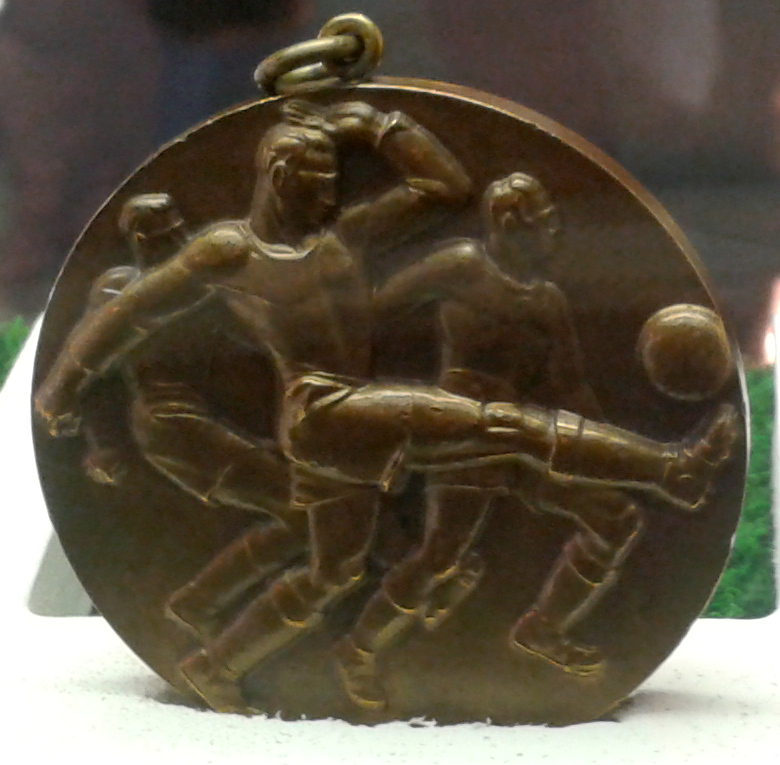
Die Bronzemedaille der WM 1934 ging an die deutsche Mannschaft

Das Spiel der Halbfinalverlierer ging zu Gunsten der Deutschen aus. Österreich ging, nachdem es im Italien-Spiel unter anderem seine Führungsfigur Matthias Sindelar durch die ungeahndet gebliebenen harten Attacken verletzungsbedingt verloren hatte, sichtlich wenig motiviert in die Partie, so dass es überraschend mit 2:3 verlor. Die letzten Aufeinandertreffen hatten noch 5:0 und 6:0 für Österreich geendet. Da es die Heim-Auswärts-Regeln für Trikots noch nicht gab, traten kurioserweise sowohl Deutschland als auch Österreich in weiß-schwarz an. Da die Unterscheidung der Mannschaften schwerfiel, musste eine der beiden Mannschaften ein anderes Trikot überziehen. Das Los traf die österreichische Elf, die zwar noch in ihren gewohnten weißen Hemden auf den Platz lief, sich aber vor dem Anpfiff die kurzfristig aufgetriebenen blauen Trikots des SSC Neapel überzog. Beste Spieler auf Seiten der Deutschen waren Edmund Conen und Ernst Lehner. Die DFB-Auswahl wurde damit unerwartet Dritter, Österreich ebenso unerwartet nur Vierter.

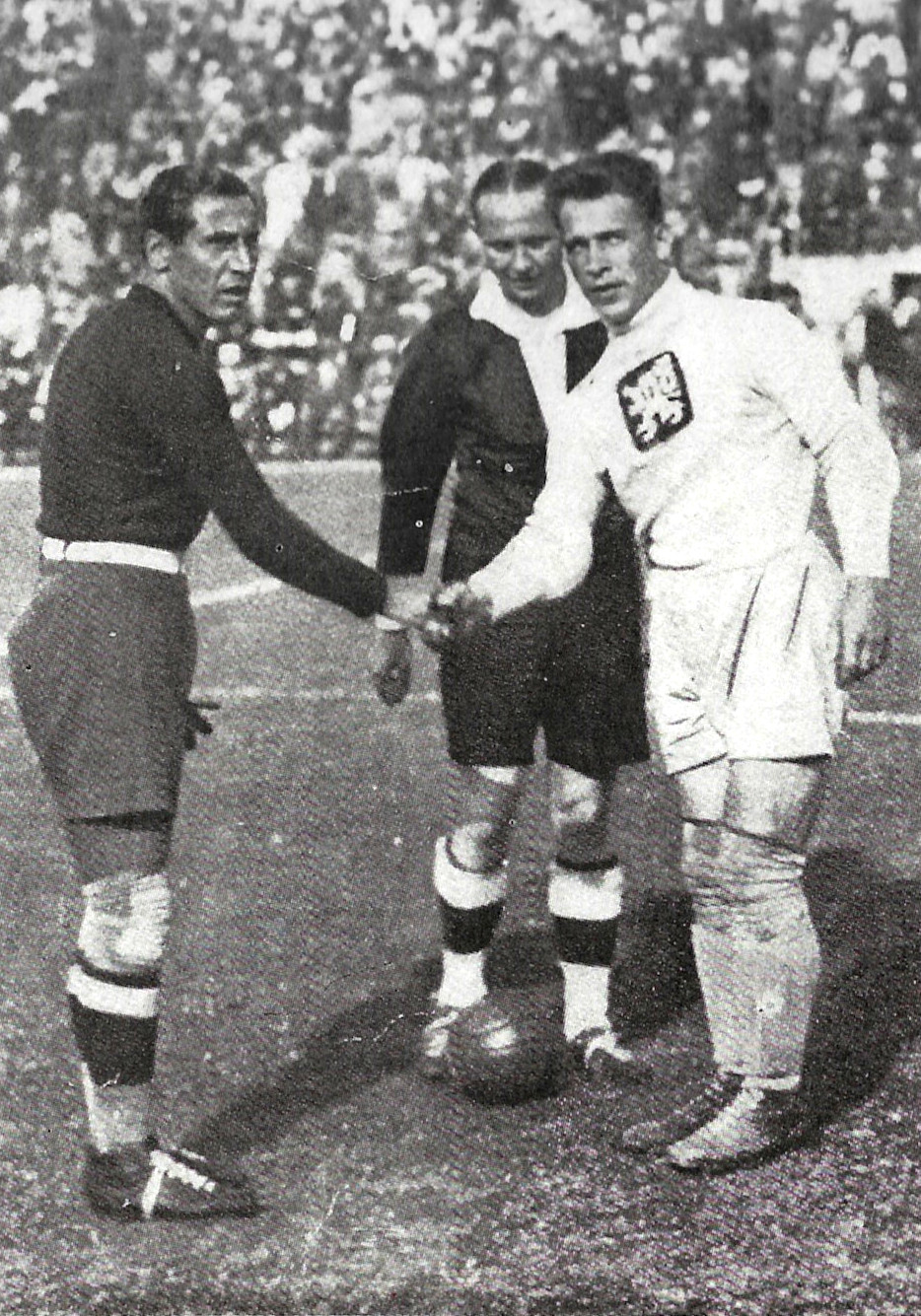
Gianpiero Combi (l.), Schiedsrichter Ivan Eklind (m.) und František Plánička (r.) vor dem Finale

### Finale
|                                        |   |                  |                      |
| So., 10. Juni 1934 um 17:30 Uhr in Rom |   |                  |                      |
| Italien                                | – | Tschechoslowakei | 2:1 n. V. (1:1, 0:0) |

Auch im Finale profitierten die Italiener von der Schiedsrichterleistung. Der schwedische Schiedsrichter Ivan Eklind – der bereits in der Halbfinalpartie Österreich-Italien als schwach galt – war in der zweiten Hälfte dem teilweise überharten Spiel der Italiener gegenüber nachsichtig und verzichtete auf Feldverweise. Dennoch gelang den Tschechoslowaken Mitte der zweiten Halbzeit der Führungstreffer. 10 Minuten vor Ende konnten die Italiener jedoch den Ausgleich erzielen. In der Verlängerung behielt Italien die Oberhand und gewann die Weltmeisterschaft 1934.

## Weltmeistermannschaft
(in Klammern sind die Spiele und Tore angegeben)
| Italien | |
| Italien | - Tor: Gianpiero Combi (5/-), Giuseppe Cavanna (0/-), Guido Masetti (0/-) - Abwehr: Luigi Allemandi (5/-), Umberto Caligaris (0/-), Eraldo Monzeglio (4/-), Virginio Rosetta (1/-), Mario Varglien (0/-) - Mittelfeld: Luigi Bertolini (4/-), Felice Borel (1/-), Armando Castellazzi (1/-), Attilio Demaría (1/-), Giovanni Ferrari (4/2), Attilio Ferraris (3/-), Luis Monti (5/-), Mario Pizziolo (2/-) - Sturm: Pietro Arcari (0/-), Enrique Guaita (4/1), Anfilogino Guarisi (1/-), Giuseppe Meazza (5/2), Raimundo Orsi (5/3), Angelo Schiavio (4/4) - Trainer: Vittorio Pozzo |

## Torschützenliste (Endrunde)
| Rang | Spieler           | Tore  |
| ---- | ----------------- | ----- |
| 1    | Oldřich Nejedlý   | 1 5 1 |
| 2    | Edmund Conen      | 4     |
|      | Angelo Schiavio   | 4     |
| 4    | Leopold Kielholz  | 3     |
|      | Raimundo Orsi     | 3     |
| 6    | Abdelrahman Fawzi | 2     |
|      | Giovanni Ferrari  | 2     |
|      | Karl Hohmann      | 2     |
|      | Johann Horvath    | 2     |
|      | Sven Jonasson     | 2     |
|      | José Iraragorri   | 1 2 2 |
|      | Ernst Lehner      | 2     |
|      | Giuseppe Meazza   | 2     |
|      | Antonín Puč       | 2     |
|      | Géza Toldi        | 2     |
|      | Bernard Voorhoof  | 2     |
| 17   | Ernesto Belis     | 1     |
|      | Alberto Galateo   | 1     |
|      | Josef Bican       | 1     |
|      | Anton Schall      | 1     |
|      | Karl Sesta        | 1     |
|      | Matthias Sindelar | 1     |
|      | Karl Zischek      | 1     |

| Rang | Spieler              | Tore  |
| ---- | -------------------- | ----- |
| 17   | Leônidas da Silva    | 1     |
|      | Jiří Sobotka         | 1     |
|      | František Svoboda    | 1     |
|      | Isidro Lángara       | 1 1 2 |
|      | Luis Regueiro        | 1     |
|      | Jean Nicolas         | 1     |
|      | Georges Verriest     | 1     |
|      | Stanislaus Kobierski | 1     |
|      | Rudolf Noack         | 1     |
|      | Otto Siffling        | 1     |
|      | Kick Smit            | 1     |
|      | Leen Vente           | 1     |
|      | György Sárosi        | 1     |
|      | Pál Teleki           | 1     |
|      | Jenő Vincze          | 1     |
|      | Enrique Guaita       | 1     |
|      | Ștefan Dobay         | 1     |
|      | André Abegglen       | 1     |
|      | Willy Jäggi          | 1     |
|      | Gösta Dunker         | 1     |
|      | Knut Kroon           | 1     |
|      | Aldo Donelli         | 1     |

Torschützenkönig des gesamten Wettbewerbs, einschließlich Qualifikation, wurde der Spanier Isidro Lángara mit insgesamt 8 Toren.

## Die Stars der Weltmeisterschaft
- Gianpiero Combi (Italien)
- Edmund Conen (Deutschland)
- Ernst Lehner (Deutschland)
- Giuseppe Meazza (Italien)
- Oldřich Nejedlý (Tschechoslowakei)
- František Plánička (Tschechoslowakei)
- Angelo Schiavio (Italien)
- Raimundo Orsi (Italien)
- Fritz Szepan (Deutschland)
- Ricardo Zamora (Spanien)
- Matthias Sindelar (Österreich)
- Josef Bican (Österreich)

## Eingesetzte Schiedsrichter
Insgesamt wurden 11 Schieds- und 14 Linienrichter für die 17 Spiele eingesetzt. Bis auf den ägyptischen Linienrichter Mohammed kamen alle Unparteiischen von europäischen Verbänden. Der italienische Verband stellte dabei allein 3 Schieds- und 9 Linienrichter. Mit drei Spielleitungen hatten jeweils der Schwede Eklind und der Italiener Barlassina die meisten Einsätze, wobei Eklind ein Halbfinale und das Finalspiel pfiff. Der Finalschiedsrichter der ersten WM, der Belgier John Langenus, wurde hingegen nur in einem Achtelfinalspiel eingesetzt.
| Name                 | Verband            | Anzahl der Spiele als | Anzahl der Spiele als | Platz- verweise | Anmerkung |
| Name                 | Verband            | SR                    | LR                    | Platz- verweise | Anmerkung |
| -------------------- | ------------------ | --------------------- | --------------------- | --------------- | --------- |
| Louis Baert          | Belgien            | 1                     | 3                     | 0               |           |
| Rinaldo Barlassina   | Königreich Italien | 3                     | 0                     | 0               |           |
| Alois Beranek        | Österreich         | 1                     | 2                     | 0               |           |
| Alfred Birlem        | Deutschland        | 1                     | 1                     | 0               |           |
| Eugen Braun          | Österreich         | 1                     | 0                     | 0               |           |
| Albino Carraro       | Königreich Italien | 1                     | 1                     | 0               |           |
| Ivan Eklind          | Schweden           | 3                     | 0                     | 0               |           |
| John Langenus        | Belgien            | 1                     | 0                     | 0               |           |
| Francesco Mattea     | Königreich Italien | 2                     | 0                     | 1               |           |
| René Mercet          | Schweiz            | 2                     | 1                     | 0               |           |
| Johannes van Moorsel | Niederlande        | 1                     | 1                     | 0               |           |
| Linienrichter        |                    |                       |                       |                 |           |
| Jacques Baert        | Frankreich         | 0                     | 2                     | 0               |           |
| Ferruccio Bonivento  | Königreich Italien | 0                     | 1                     | 0               |           |
| Camillo Caironi      | Königreich Italien | 0                     | 2                     | 0               |           |
| Ettore Carminati     | Königreich Italien | 0                     | 1                     | 0               |           |
| Generoso Dattilo     | Königreich Italien | 0                     | 1                     | 0               |           |
| Pedro Escartín       | Spanien            | 0                     | 4                     | 0               |           |
| Mihály Iváncsics     | Ungarn             | 0                     | 4                     | 0               |           |
| Ermenegildo Melandri | Königreich Italien | 0                     | 1                     | 0               |           |
| Youssouf Mohammed    | Ägypten            | 0                     | 1                     | 0               |           |
| Otello Sassi         | Königreich Italien | 0                     | 1                     | 0               |           |
| Giuseppe Scarpi      | Königreich Italien | 0                     | 1                     | 0               |           |
| Raffaele Scorzoni    | Königreich Italien | 0                     | 1                     | 0               |           |
| Giuseppe Turbinani   | Königreich Italien | 0                     | 1                     | 0               |           |
| Bohumil Ženíšek      | Tschechoslowakei   | 0                     | 4                     | 0               |           |
| Gesamt:              |                    | 17                    | 34                    | 1               |           |

## Manipulationsvorwürfe
Der italienische Sporthistoriker Marco Impiglia widerlegte in einem 2014 erschienenen Aufsatz die Annahme, wonach Mussolini persönlich für den ersten italienischen Weltmeistertitel gesorgt haben soll. Stattdessen untermauerte er die These, dass eine Allianz aus schwedischen und italienischen Sportfunktionären und Schiedsrichtern den Erfolg der italienischen Mannschaft ermöglicht habe. Die Indizienfülle spreche laut Impiglia für eine zu Gunsten Italiens verschobene Weltmeisterschaft: Dabei sieht er das Grundproblem bereits in der Regelung, dass der italienische Verband entscheidend für die Auswahl der Schiedsrichter verantwortlich war, wodurch unliebsame Schiedsrichter bereits im Vorfeld ausgesondert und jene bevorzugt werden konnten, die bislang bei Spielen der italienischen Mannschaft zu deren Vorteil gearbeitet hatten. Ermöglicht wurde diese Konstellation, indem der Chef des italienischen Organisationskomitees Giovanni Mauro bereits 1932 dem schwedischen Fußballpräsidenten Anton Johanson den Weg in die Regelkommission (International Board) der FIFA geebnet und dadurch die Voraussetzung für eine Gegenleistung bei der Weltmeisterschaft im Jahre 1934 geschaffen hatte. Tatsächlich entsandte Johanson „nicht den erfahrenen Schiedsrichter Otto Olsson zur WM, sondern mit seinem Freund Ivan Eklind einen Schiedsrichter, der laut Impiglia gewillt war, alles zu tun, um Karriere zu machen.“ Darüber hinaus entschieden die Veranstalter, die wichtigen Spiele nicht von dem erfahrenen und anerkannten belgischen Schiedsrichter John Langenus pfeifen zu lassen, der auch das Endspiel von 1930 geleitet hatte, sondern von Louis Baert, einem Schiedsrichter, unter dessen Leitung Italien bisher kein Spiel verloren hatte. Neben Eklind und Baert wurden mit dem Tessiner René Mercet und dem Ungarn Mihály Iváncsics weitere Schiedsrichter berufen, die laut Impiglia leicht zu Gunsten des Erfolgs der Heimmannschaft eingesetzt werden konnten: Baert und Mercet sorgten dafür, dass Italien die beiden Viertelfinalspiele gegen Spanien überstand; sie annullierten reguläre spanische Treffer und ahndeten andererseits die brutale Härte des Gastgebers nicht. Im Halbfinale ließ Eklind indes zu, dass Monti den österreichischen Stürmerstar Matthias Sindelar schwer foulte. Und im Finale verweigerte wieder Eklind den Tschechoslowaken einen Elfmeter und ließ zahlreiche Angriffe auf deren Mittelstürmer František Svoboda unbestraft. Schiedsrichter-Beobachter war in beiden Fällen der von Impiglia als einer der Drahtzieher der Verschwörung bezeichnete Johanson, zumal dieser nicht nur Mauro verbunden war, sondern auch das faschistische Sportsystem bewunderte und in Schweden propagierte.

## Ungeahndete Regelverstöße
Die Fußball-Weltmeisterschaft 1934 war die WM der ungeahndeten Regelverstöße. Wie die „International Federation of Football History & Statistics“ (IFFHS) recherchierte, hätten mehrere Mannschaften der WM 1934 disqualifiziert oder zumindest die entsprechenden Resultate annulliert werden müssen.

### Einsatz nicht spielberechtigter Spieler
Nach dem damaligen FIFA-Reglement durften ehemals ausländische Spieler nur dann in der Nationalmannschaft spielen, wenn sie seit mindestens drei Jahren kein Länderspiel mehr für ein ausländisches Team bestritten hatten und zudem seit mindestens drei Jahren in ihrem neuen Heimatland gelebt haben. Diese Regel wurde von mehreren Mannschaften verletzt.
Die italienische Nationalmannschaft verstieß viermal gegen die Regeln für den Einsatz ehemaliger Ausländer. Prominentester Fall ist der Spieler Luis Monti, der noch bei der Fußball-Weltmeisterschaft 1930 für Argentinien im Finale stand. Er kam schon im Qualifikationsspiel gegen Griechenland am 25. März 1934 für Italien zum Einsatz. Dies bedeutete, dass er nach dem 24. März 1931 kein Länderspiel mehr für ein anderes Land hätte bestreiten dürfen und zudem ab diesem Zeitpunkt auch in Italien hätte leben müssen. Doch Monti bestritt noch drei Monate nach dem Stichtag am 4. Juli 1931 ein Länderspiel für Argentinien, zudem lebte er zu diesem Zeitpunkt noch nicht in Italien. Gleiches gilt für alle seine weiteren Einsätze während der WM-Endrunde, denn auch bei seinem Einsatz im Finale am 10. Juni 1934 waren die drei Jahre noch nicht voll gewesen. Ebenfalls nicht spielberechtigt für Italien wäre der ehemalige Brasilianer Amphilóquio Marques „Filo“ gewesen. Auch er wurde bereits in der Qualifikation für Italien eingesetzt. Zu diesem Zeitpunkt hatte er zwar seit drei Jahren kein Länderspiel mehr für ein anderes Land bestritten, aber er betrat erst am 22. Juli 1931 zum ersten Mal italienischen Boden. Nach dem Reglement hätte er aber spätestens seit dem 24. März 1931 in Italien leben müssen, um spielberechtigt zu sein. Diese Frist hatte er auch noch nicht erreicht, als er im Achtelfinale am 27. Mai 1934 gegen die USA zum Einsatz kam. Enrique Guaita, der in der Qualifikation gegen Griechenland sowie bei einigen Endrundenspielen zum Einsatz kam, bestritt noch am 5. Februar 1933 ein Länderspiel für Argentinien und spielte noch bei Estudiantes de La Plata. Schließlich hatte Atílio Demaría (italienisch De Maria) noch am 9. Juli 1931 für Argentinien gegen Paraguay gespielt. Er hätte bei seinem Einsatz im Viertelfinal-Wiederholungsspiel gegen Spanien seit dem 31. Mai 1931 kein Spiel mehr für eine ausländische Mannschaft bestritten haben dürfen.
Auch Argentinien setzte bei seinem Turnierauftritt im Achtelfinale einen nicht spielberechtigten Spieler ein, und zwar den Spieler Constantino Urbieto-Sosa im Achtelfinalspiel gegen Schweden am 27. Mai 1934. Urbieto-Sosa hätte demnach seit dem 26. Mai 1931 kein Spiel mehr für eine andere Nationalmannschaft bestritten haben dürfen und hätte zudem auch seit diesem Tag in Argentinien gelebt haben müssen. Tatsächlich spielte er aber von April bis Juni 1931 noch drei Länderspiele für Paraguay. Später wurde die These vertreten, der Spieler hätte den argentinischen Fußballverband getäuscht. Allerdings bestritt Urbieto-Sosa diese drei Länderspiele ausgerechnet gegen Argentinien. Auch Irland setzte in seinen Qualifikationsspielen gegen Belgien und die Niederlande zwei Spieler ein, die noch kurz zuvor für die nordirische Nationalmannschaft gespielt hatten.
Keiner der genannten Regelverstöße wurde geahndet.

### Einsatz von Profispielern
Bei allen WM-Spielen inklusive Qualifikationsspielen war der Einsatz von Profis erlaubt. Dies galt aber nicht für Argentinien und Brasilien, weil diese Länder in der FIFA zu der Zeit nur durch ihren jeweiligen Amateurverband vertreten waren. In den großen südamerikanischen Fußballnationen gab es erhebliche Konflikte um die Einführung des Profifußballs. Es gab in der Regel zwei oder mehr rivalisierende und sich heftig befehdende Fußballverbände, nämlich mindestens eine Profifußballorganisation und einen Amateurfußballverband, der zumeist von der FIFA als offizieller nationaler Verband anerkannt war. Nur Spieler der offiziell anerkannten Verbände durften an den WM-Spielen teilnehmen. Wie aber die IFFHS ermittelte, wurde gegen diese Bestimmung bei der WM zumindest einmal massiv verstoßen. Während Argentinien sich an die Regularien hielt und in Italien mit einer reinen Amateurvertretung auflief, trickste Brasilien die FIFA-Verantwortlichen aus. Da die besten Spieler des Landes im Profiverband organisiert waren, wurden diese von den Verantwortlichen in Brasilien kurzfristig und nur für die Zeit der WM wieder reamateurisiert und in den offiziellen nationalen Fußballverband, den Amateurverband CBD, aufgenommen. Tatsächlich trat Brasilien im Achtelfinale gegen Spanien mit acht Profispielern an und hätte deshalb eigentlich disqualifiziert werden müssen. Doch durch die Niederlage der Brasilianer blieb dieser Regelverstoß letztendlich folgenlos.

## Gegen-Weltmeisterschaft in Paris
Die Vereinnahmung des Turniers durch den italienischen Faschismus stieß insbesondere auf der politischen Linken auf Kritik. In den Vorjahren hatten sich die Sozialistische Arbeiter-Sport-Internationale (SASI) und die Rote Sportinternationale (RSI) heftig bekämpft, unter dem Einfluss der faschistischen Bedrohung rückten sie nun aber zusammen. Als erste große antifaschistische Veranstaltung des Arbeitersports, an der sich Sozialdemokraten wie Kommunisten beteiligten, fand im August 1934 im Pariser Stade Pershing ein mehrtägiges internationales Arbeitersportlertreffen statt, dem 10.000 Zuschauer beiwohnten. Im Rahmen des Treffens fand ein als „Arbeiterfussball-Weltmeisterschaft“ deklariertes Turnier statt, das sich als Gegenveranstaltung zur WM in Italien verstand. An dem Turnier nahmen die Landesauswahlen mehrerer RSI-Sektionen sowie die der SASI angehörenden Arbeiterfussballer Norwegens teil. Das Turnier wurde von der Sowjetunion gewonnen, die im Endspiel Norwegen besiegte.